# 吹氣成型

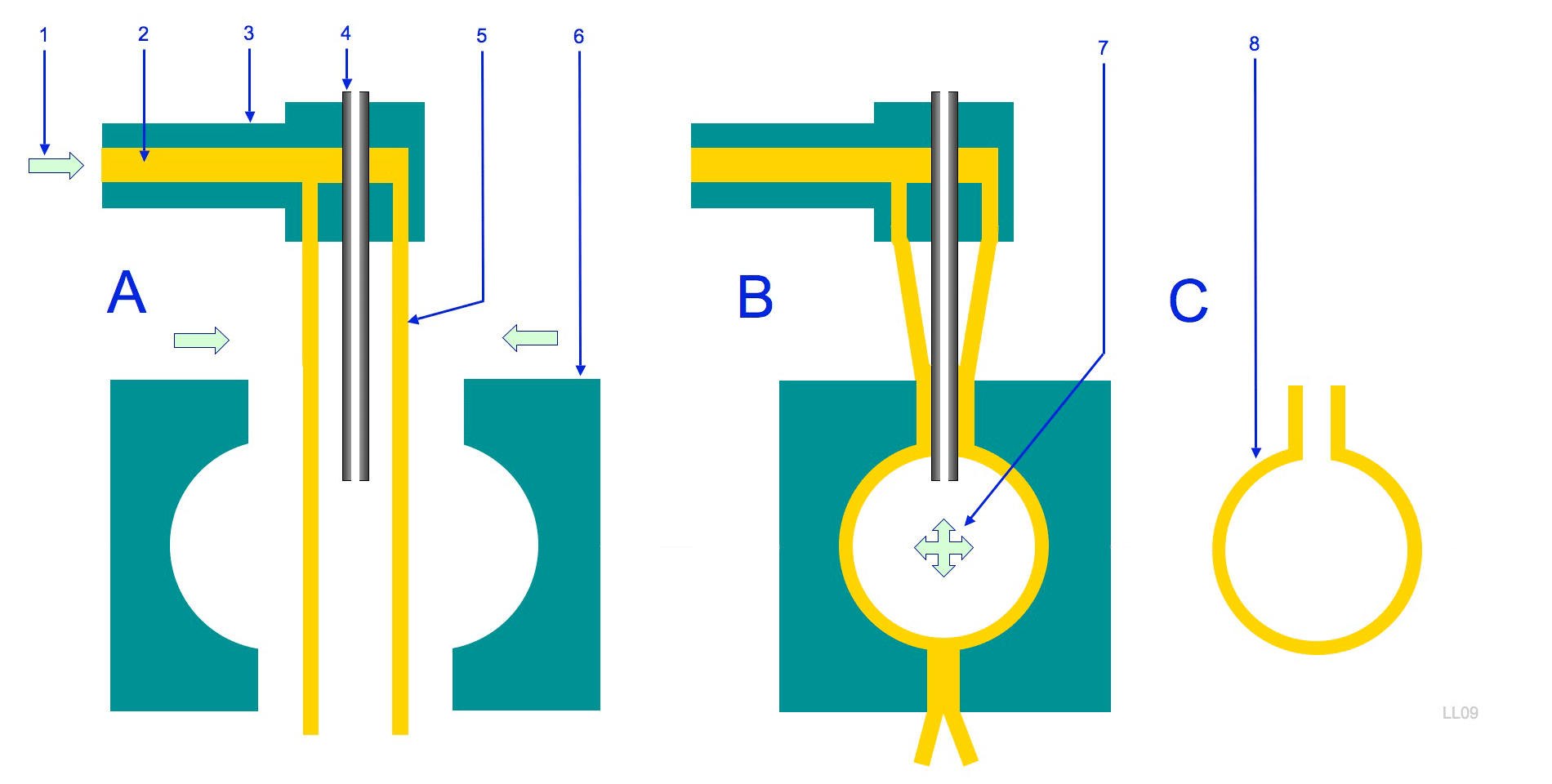
吹氣成型過程

吹氣成型又稱中空成型，吹塑成型，是形成中空塑料部件的製造工藝：它初期是用於形成玻璃瓶。一般來說，有三種主要的吹塑方式：擠出吹塑，注射吹塑和注射拉伸吹塑。吹塑過程開始於將塑料熔化並將其形成型坯，或者在註射和注射拉伸吹塑（ISB）預成型件的情況下）。型坯是管狀的塑料件，一端有一個孔，壓縮空氣可以通過該孔。 是利用氣體壓力使閉合於模具中的熱塑性塑膠吹脹成中空製品的成型方法，用於製造中空製品。
然後將型坯夾緊到模具中，並將空氣吹入其中。然後將空氣壓力推出塑料以匹配模具。一旦塑料冷卻和硬化，模具打開並且部件被彈出。

## 摘要
吹氣成型的原理与吹製玻璃是一樣的。 塑料顆粒加热融化形成型胚，置于对开模中，使型胚紧贴在模具内壁上，从而成型。
除了射出成型、押出成型外的第3種塑膠加工法。

## 應用
广泛应用于玩具行业、日用品行业、化工行业、化妆品行业、食品行业等等。
一般常见的吹塑用品有：玩具车、茶壶、工具箱、车轮、矿泉水瓶、灯罩、花盆、水桶、罐頭、管道建材、汽車導管、軟管、貨櫃箱、油庫設備、體育場館座椅等等。

## 类型学

### 擠出吹氣成型

擠出吹氣成型

螺桿旋轉，讓塑膠原料充至待注室至滿載，透過螺桿配合外部加熱器 6 之使用，從事進料混練後趁熱將軟化熔融之塑膠押出成中空管狀，將由上押出垂下之管狀體夾在預先設計好造型之中空模具內，將高壓空氣將軟化之塑膠吹脹至模具內壁，最後再從模具外將瓶口多餘之部位去除。

### 射出吹氣成型

射出吹氣成型

這部分很像一般之射出成型，將此熱毛胚（未冷卻）先做好，再透過高壓之熱空氣將此初胚吹脹成模具內壁之形狀。
使用瓶坯的優點是，這些可以被注入和存儲，產生不同的顏色和大小，這可能是在地方，哪裡會有吹不同。瓶坯是穩定的，可以按照所需的需求，再高速吹。

### 射出拉胚吹出成形

射出拉胚吹出成形

這種方式跟射出吹氣成型很相似，不同之地方在於其在吹出成形前會在經一道拉胚之步驟。這個過程可以得到最多的容器到10公秉，但不能太接近公差。

## 吹塑成型的优缺点
优点：与注塑成型相比，挤出吹塑成型有如下优点：
（1）吹塑机械（尤其是吹塑模具）的造价较低（成型相似的制品时，吹塑机械的造价约为注射机械的
1 /3―1/2），制品的生产成本也较低。
（2）吹塑中，型坯是在较低压力下通过机头成型并在低压（多数为0.2―1.0MN）下吹胀的，因而制
品的残余应力较小，耐拉伸、冲击、弯曲与环境等各种应变的性能较高，具有较好的使用性能。而
在注射成型中，熔体要在高压（15―140yPa）下通过模具流道与浇口，这会导致应力分布不均匀。
（3）吹塑级塑料（例如PE）的相对分子质量比注射级塑料要高得多。因此，吹塑制品具有较高的冲
击韧性和很高的耐环境应力开裂性能，适于生产包装或运输洗涤剂与化学试剂的容器或大桶。
（4）由于吹塑模具仅由阴模构成，故通过简单地调节机头模口间隙或挤出条件即可改变制品的壁厚，
这对无法预先准确计算所需壁厚的制品很有利。而对注射成型i改变制品壁厚的费用要高得多。
（5）吹塑成型可以生产壁厚很小的制品，这种制品无法通过注射成型来生产。
（6）吹塑成型可以生产形状复杂、不规则且为整体式的制品。采用注射成型时，要先生产出两件或多
件制品后，通过搭扣配合、溶剂教结或超声波焊接等组合在一起。
缺点：吹塑制品的精度一般没有注塑成型制品的高。